# Mariana do Canto e Castro
Mariana de Santo António Moreira Freire Correia Manuel Torres de Aboim do Canto e Castro (São Lourenço, Lisboa, 12 de junho de 1866 — Camões, Lisboa, 18 de janeiro de 1946) foi a esposa do antigo presidente da República Portuguesa João do Canto e Castro, e por inerência primeira-dama de Portugal.

## Biografia
Natural da extinta freguesia lisboeta de São Lourenço, posteriormente anexa à de São Cristóvão e São Lourenço, era filha de João Baptista Moreira Freire Correia Manuel Torres de Aboim (1822-1890) e de Josefina Arcângela Pereira de Castro Teles de Eça Monteiro e Cunha, sendo a mais nova dos seis filhos do casal. Era irmã de Francisco Moreira Freire Correia Manoel Torres de Aboim, 1.º Visconde de Idanha, e sobrinha pelo lado paterno de José Maria Correia Freire Manoel de Aboim, 1.º Visconde de Vila Boim. A família de fortes convicções monárquicas residia no Palácio Aboim, localizado na zona do Martim Moniz, em Lisboa.

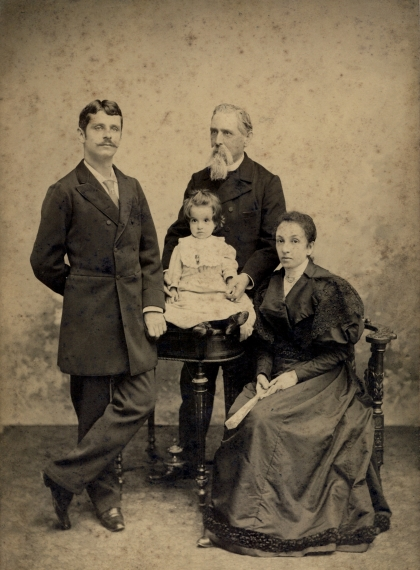
Retrato da Família Canto e Castro (da esq. para a direita: João do Canto e Castro Silva Antures, Maria da Conceição do Canto e Castro, José Ricardo da Costa e Silva Antunes e Mariana de Santo António Moreira Freire Correia Manuel Torres de Aboim do Canto e Castro (1893, Museu da Presidência da República).

Descendente de famílias de tradição aristocrática, teve uma formação católica e monárquica adequadas.
Casou, na Igreja Paroquial do Santíssimo Coração de Jesus, em Lisboa, com João do Canto e Castro Silva Antunes, então oficial da Marinha Portuguesa e também natural de Lisboa, em 18 de julho de 1891, de quem teve três filhos: Maria da Conceição do Canto e Castro (1892-1963), que casou com Afonso Nobre Veiga, José do Canto e Castro (1894-1952) e Josefina Manuel de Aboim do Canto e Castro (1896-?), que casou com José da Costa Salema.

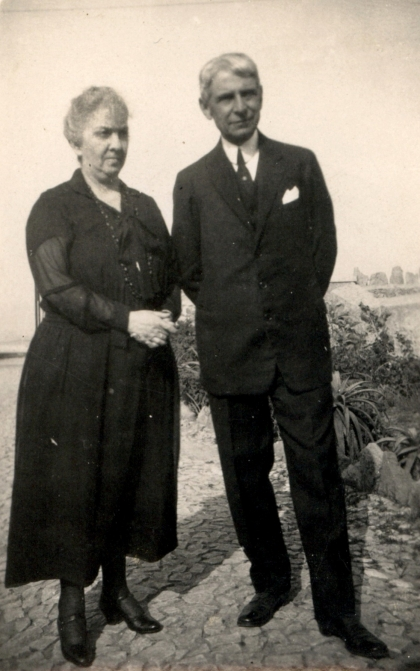
João e Mariana do Canto e Castro

Durante o período de crise política da Primeira República Portuguesa e após o homícídio de Sidónio Pais, apesar das convicções monárquicas do casal, João do Canto e Castro, então Secretário de Estado da Marinha, aceitou o cargo da Presidência da República em 1918 e Mariana do Canto e Castro tornou-se inerentemente Primeira-dama de Portugal. Durante esse período a família Canto e Castro viveu o afastamento de muitos familiares e amigos, adeptos da causa monárquica. Mariana permaneceu quase sempre em sua casa, longe da vida política ou pública, somente mudando-se para o Palácio da Cidadela de Cascais, de Maio a Setembro de 1919, devido ao estado de saúde do marido, que sofria de angina de peito, condição que anos antes o fez pedir a exonoração dos cargos de governador de Lourenço Marques, em Moçambique, e de Moçâmedes, em Angola.
Durante os últimos anos de vida do seu marido, o casal viveu de forma isolada, uma vez que aqueles que lhes eram outrara próximos nunca perdoaram João de Canto e Castro pelo facto de ele ter reprimido as várias intentonas monárquicas durante o seu mandato presidencial.
Após a morte do marido em 14 de Março de 1934, Mariana de Canto e Castro permaneceu longe da vida pública, até falecer aos 79 anos de hemorragia cerebral, em casa, no Largo de Andaluz, número 16, segundo andar, da freguesia de Camões (atual freguesia Coração de Jesus), em Lisboa. Repousa, junto do marido, no jazigo da família do Cemitério dos Prazeres, em Lisboa.

## Lista de Referências
1. ↑  «Primeira Dama - Mariana de Santo António Moreira Freire Correia Manuel Torres de Aboim do Canto e Castro». Museu da Presidência da República. Consultado em 22 de março de 2017
2. ↑  Campacci, Claudio (30 de janeiro de 2023). Qual A Origem Do Seu Sobrenome?. [S.l.]: Clube de Autores
3. ↑  Esteves, João; Castro, Zília Osório de (2013). Feminae, Dicionário Contemporâneo. Lisboa: Comissão para a Cidadania e a Igualdade de Género. ISBN 978-972-597-372-1
4. ↑  Seabra, João (28 de setembro de 2009). O Estado e a Igreja em Portugal no início Século XX. [S.l.]: Principia Editora
5. ↑  «MPR - João do Canto e Castro». www.museu.presidencia.pt. Consultado em 20 de setembro de 2024
6. ↑  Oliveira, Maurício de (2019). O drama de Canto e Castro: um monárquico Presidente da República. [S.l.]: Museu da Presidência da República